# Ian Jones-Quartey
Ian Jones-Quartey (nascido em 18 de junho de 1984) é um animador, dublador, artista de storyboard, escritor, diretor e produtor americano. Ele é mais conhecido por sua webcomic RPG World e seu trabalho em Steven Universe, Adventure Time e Bravest Warriors. Ele é o criador da série animada OK KO! Let's Be Heroes, baseado em seu piloto do Cartoon Network Lakewood Plaza Turbo, que foi ao ar de 2017 a 2019.

## Vida
Jones-Quartey nasceu em Hatfield, Pensilvânia, mas foi criado em Columbia, Maryland. Seu pai era engenheiro farmacêutico e sua mãe trabalhava como bibliotecária para a empresa química WR Grace. Jones-Quartey frequentou a Long Reach High School e a School of Visual Arts na cidade de Nova York.
Jones-Quartey é neto de Theodosia Okoh, a designer da bandeira de Gana; ele baseou a personagem Nanefua Pizza de Steven Universo nela.
Ele se casou com a criadora de Steven Universe, Rebecca Sugar, em 4 de dezembro de 2019, estando juntos há 12 anos.

## Carreira
Jones-Quartey criou a webcomic RPG World, que ganhou o Web Cartoonists 'Choice Awards em 2001 e 2002. Ele co-criou a série de animação para a web e a dupla de hip-hop de comédia nockFORCE, fazendo rap com o nome artístico de "effnocka" junto com o especialista em áudio Jim Gisriel.
Seu primeiro trabalho em animação para televisão foi em The Venture Bros. Ele passou a ser um supervisor de storyboard e revisionista para Adventure Time e um artista de storyboard para a Secret Mountain Fort Awesome. Ele fornece a voz de Wallow em Bravest Warriors e foi o diretor supervisor e co-desenvolvedor da série do Cartoon Network Steven Universo.
Em 2013, o curta Lakewood Plaza Turbo de Jones-Quartey foi ao ar no Cartoon Network como um piloto de televisão. O curta foi reformulado como um jogo para celular intitulado OK KO! Lakewood Plaza Turbo, que foi lançado no aplicativo Anything do Cartoon Network em fevereiro de 2016. Lakewood Plaza Turbo funcionou como uma série a partir de março de 2017, e OK KO! Let's Be Heroes estreou no Cartoon Network em 1º de agosto. 

## Influências
Jones-Quartey cita as séries Dragon Ball e Dr. Slump de Akira Toriyama como inspiração para designs de veículos, como uma referência para os seus. Ele afirmou: "Somos todos grandes fãs de Toriyama no Steven Universe, o que meio que aparece um pouco."

## Filmografia

### Animação
- The Venture Bros. (2006–2010) (inking, diretor de arte, diretor de animação)
- Supernormal (2007) (diretor de animação)
- Adventure Time (2010–2013) (supervisor de storyboard, revisor de storyboard)
- Secret Mountain Fort Awesome (2011–2012) (escritor, artista de storyboard)
- Steven Universe (2013–2016, 2019) (co-produtor executivo, diretor supervisor, escritor de enredo, artista de storyboard)
- OK K.O.! Let's Be Heroes (2017–2019) (criador, história, artista de storyboard, escritor, produtor executivo, dublador)
- Steven Universe: The Movie (2019) (história, co-produtor executivo)

### Trabalho de voz
- Steven Universe (várias vozes)
- Bravest Warriors (Wallow)[13]
- OK K.O.! Let's Be Heroes (Radicles, Darrell, Crinky Wrinkly, várias vozes adicionais)
- Welcome to My Life (valentão)
- Mighty Magiswords (Radículos)
- Steven Universe Future (Osidiana Floco de Neve)

### Histórias em quadrinhos
- RPG World